# Apple III
Apple III fut le successeur de l'Apple II. C'était un ordinateur visant le marché professionnel. Il était équipé du système d'exploitation Apple SOS (en) (Sophisticated OS). S'il est resté équipé d'une interface texte classique, comme l'Apple II, son originalité technique est de ne pas comporter de ventilateur : Steve Jobs a en effet compris la nuisance que le bruit de ceux-ci représentait en termes de déconcentration et de fatigue de fin de journée.
Cette conception sera aussi à l'origine de son échec commercial, car sur les premières versions de l'Apple /// les cartes électroniques se bombent à chaque mise sous tension par dilatation thermique, puis reprennent leur forme chaque soir à la mise hors tension : au bout de quelques mois, les contraintes répétées que ces déformations entraînent sur les contacts seront à l'origine de pannes répétées sur l'Apple III qui sera en fin de compte rejeté par le marché en raison de ces problèmes de fiabilité.
Les ingénieurs d'Apple tireront la leçon de cet échec en donnant au Macintosh une forme en cheminée favorisant l'élimination de la chaleur par convection naturelle.
Les nuisances dues au bruit, bien que prises en compte sur certains ordinateurs spécifiques comme l'IBM PC 300, ne le seront vraiment de façon généralisée qu'à partir de l'an 2000.